# Газопереробний завод Багаджа
ГПЗ Багаджа – газопереробний завод на сході Турменістану.
Розробка газоконденсатного родовища Багаджа тривалий час стримувалась відсутністю потужностей з підготовки, які могли очищати його продукцію від сірки та інших шкідливих домішок, а також монетизувати ресурс гомологів метану. В 2006 році нарешті став до ладу газопереробний завод Багаджа, який розрахований на вилучення 22 тисяч тон пропан-бутанової фракції та 18 тисяч тон конденсату на рік із випуском 1 млрд м3 товарного газу. 
В 2011-му на ГПЗ Багаджа ввели в дію другу чергу, яка здатна приймати для переробки 3 млрд м3 на добу та вилучати 50 тисяч тон пропан-бутанової фракції і 200 тисяч тон конденсату. Раніше цю установку почали монтувати на родовище Яшилдепе (продукці якого також має високий вміст сірки), проте останнє у підсумку увійшло до угоди з Китаєм щодо масштабних поставок блакитного палива, за якою китайська сторона сама займалась облаштуванням інфраструктури ліцензійної території Багтиярлик. Як наслідок, призначену для Яшилдепе установку демонтували та перемістили на лівобережжя Амудар’ї.
Повідомлялось, що запуск другої черги дозволив переробляти 2 млрд м3 газу із випуском 44 тисяч тон ЗНГ та 37 тисяч тон конденсату. Втім, станом на кінець десятиліття виробничі показники підприємства були суттєво менші і за 11 місяців 2020-го було випущено 8,3 тисячі тон ЗНГ та 24,5 тисячі тон конденсату.
Вдача продукції ГПЗ Багаджа відбувається по трубопроводам Багаджа – Сейдинський НПЗ та Багаджа – Сейді – Ости.